# Kreuzkurs
Ein Kreuzkurs (auch Cross Rate oder Cross-Rate von englisch cross rate, fälschlich auch als Kreuzrate oder Crosskurs bezeichnet) ist ein Wechselkurs zweier Währungen, der über die jeweiligen Wechselkurse zu einer Drittwährung ermittelt wird. Allgemeiner kann auch jeglicher Wechselkurs zweier Fremdwährungen als Kreuzkurs bezeichnet werden.
Wenn es zwischen zwei Währungen keinen amtlichen Wechselkurs gibt, dann ist die Ermittlung von Kreuzkursen notwendig. Dabei ist über die Geld-Brief-Spannen zur Drittwährung auch eine Geld-Brief-Spanne zwischen den beiden Währungen ermittelbar.

## Beispiel
Aus den bilateralen Wechselkursen USD/CHF und USD/EUR wird der Kreuzkurs EUR/CHF berechnet.
Einfache Variante:
- USD/CHF = 1,0241 – für 1,0241 CHF bekommt man 1 USD
- USD/EUR = 1,1116 – für 1,1116 EUR bekommt man 1 USD

Dann ist der Kreuzkurs EUR/CHF = {\displaystyle {\tfrac {1{,}0241}{1{,}1116}}\approx 0{,}9213}, man bekommt für 1 EUR folglich rund 0,9213 CHF.
Präzisere Variante:
Da der Umtausch zwischen Währungen über die Spanne zwischen Geld- und Briefkurs mit Kosten verbunden ist, sind auch bei der Ermittlung von Kreuzkursen Geld- und Briefkurs zu unterscheiden. Wir nehmen an, dass folgende Geld- und Briefkurse vorgegeben sind:
- CHF/USD: Geld 1,0221, Brief 1,0261
- EUR/USD: Geld 1,1106, Brief 1,1126

Daraus leiten wir wie folgt die Kreuzkurse (Geld und Brief) für EUR/CHF ab:
- EUR/CHF (Geld) = {\displaystyle {\tfrac {\text{EUR/USD (Geld)}}{\text{CHF/USD (Brief)}}}={\tfrac {1{,}1106}{1{,}0261}}\approx 1{,}0824}
- EUR/CHF (Brief) = {\displaystyle {\tfrac {\text{EUR/USD (Brief)}}{\text{CHF/USD (Geld)}}}={\tfrac {1{,}1126}{1{,}0221}}\approx 1{,}0885}.